# Універсальний неонатальний скринінг слуху

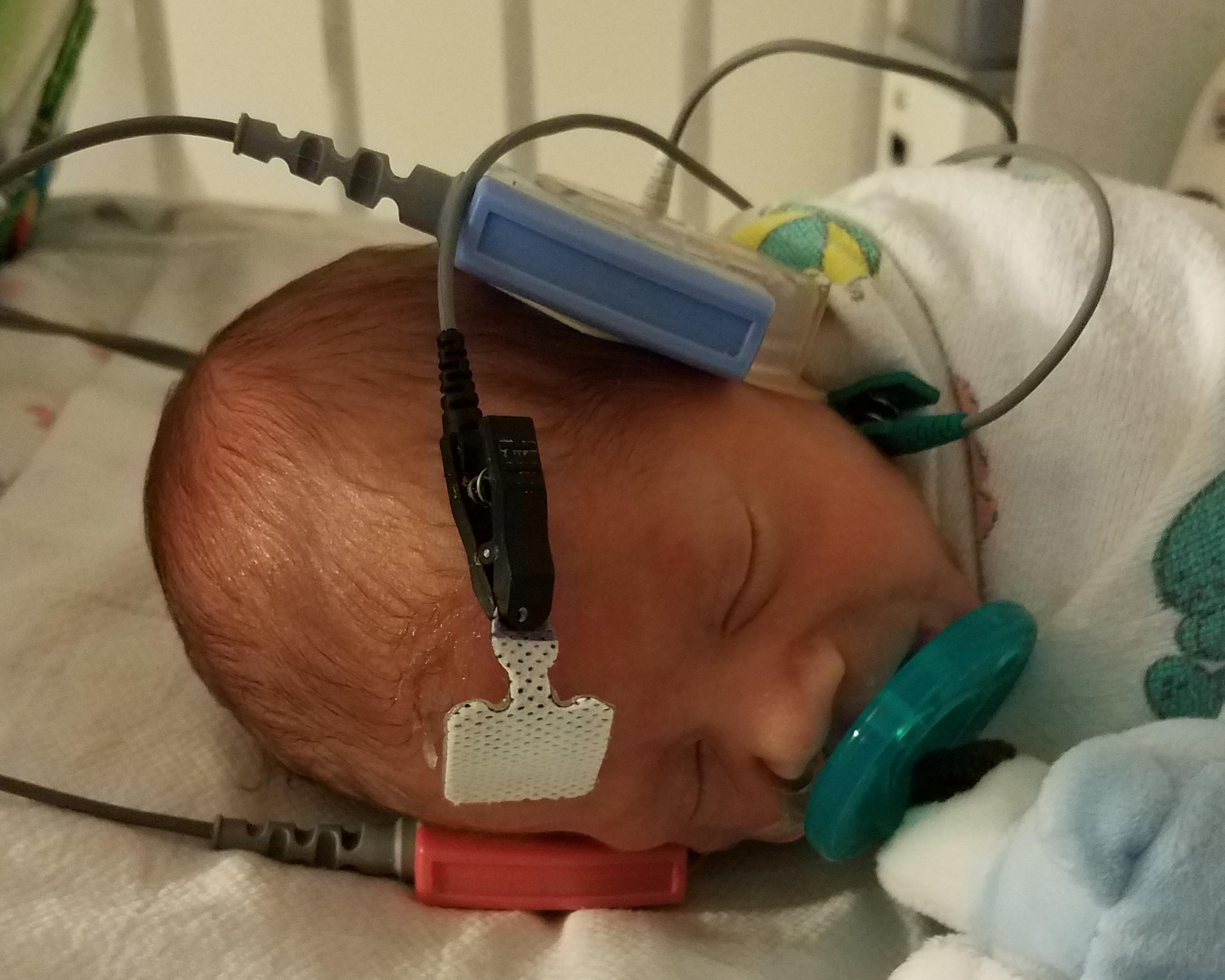
Проведення скринінгу слуху новонародженому.

Універсальний неонатальний скринінг слуху (UNHS), також відомий як раннє виявлення порушень слуху та втручання (EHDI), — це програми, які спрямовані на виявлення, втручання та подальше спостереження за немовлятами та маленькими дітьми з вадами слуху або глухотою. Без можливості почути мову в перші роки життя дітям важко розвивати мовні навички. Програми скринінгу сприяють ранній діагностиці та кращим результатам у розвитку мовлення.
Для скринінгу новонароджених зазвичай використовують методи тестування, зокрема отоакустичну емісію (OAE) або автоматичну слухову відповідь стовбура головного мозку (AABR). Такі тести займають приблизно від 10 до 20 хвилин і можуть проводитися вже після першої доби життя, якщо дитина народжена не раніше 34 тижнів гестаційного віку. Зазвичай спочатку застосовують OAE, а у разі сумнівних результатів — AABR. Після цього може проводитися діагностичне тестування. Загальна мета — провести скринінг до одного місяця життя і розпочати лікування до шести місяців. Хибнопозитивні результати трапляються приблизно у 2% випадків.
Універсальний неонатальний скринінг слуху є обов'язковим у багатьох розвинених країнах. У Сполучених Штатах Америки універсальний скринінг новонароджених було рекомендовано Національними інститутами здоров'я (NIH) у 1993 році. До того часу середній вік встановлення діагнозу становив приблизно 2–3 роки. У результаті діти з вродженою втратою слуху зазвичай демонстрували нижчі освітні результати, слабші мовні навички та порушення соціальної адаптації. Втім, якщо порушення слуху діагностується на ранньому етапі, розвиток таких дітей наближається до рівня дітей з нормальним слухом. У країнах, що розвиваються, такі програми станом на 2012 рік були малопоширеними.